# Nicu Anghel „Ministeru”
Nicu Anghel „Ministeru” (nume real: Nicolae Cârpaci; n. 11 iunie 1957, Sacu, Caraș-Severin, România – d. 4 octombrie 1994, Timișoara, România) a fost un lăutar saxofonist bănățean.
A urmat școala în satul natal (Maciova, judetul Caras-Severin), absolvind opt clase. A început să cânte de la 7 ani, iar omul de la care  a „furat meserie” a fost Gheorghe Constantin, cel supranumit Ghiță Ciocârnău, un lăutar foarte priceput.
A cântat la multe evenimente (nunți, botezuri etc.) și în multe formații. O vreme a cântat cu marele trompetist Sandu Florea, poreclit Nana Florea, apoi a cântat cu formațiile altui mare suflător bănățean, Luță Popovici, precum și cu fiul celui din urmă, Iancu Popovici. Luță Popovici l-a adus în Timișoara, asigurându-i casă și masă. După soția sa, Nadia Anghel, de loc din Eșelnița, și-a luat numele care l-a și consacrat: Nicolae Cârpaci a devenit Nicu Anghel-Ministeru, după unii cel mai mare saxofonist din Banat.
Ajutat de Luță Popovici, a înregistrat 13 piese pe un disc Electrecord, din formație făcând parte: Nicu Anghel-Ministeru (saxofon), Luță Popovici (taragot), Iancu Popovici (trompetă), Virgil Muzur (vioară), Geanu Marian (acordeon), iar țambalistul și contrabasistul erau bucureșteni. Printre piese au fost: Doiul lui Florea, Ardeleana de la Armeniș, Brâul orșovenilor, Doina lui Ghiță Ciocârnău, Brâul lui Virgil Muzur, Doina lui Nicu Anghel, Brâu de la Oravița, Doiul lui Nicu Anghel, Ardeleana lui Luță Popovici, Brâul lui Sandu Florea, Hora lui George Motoia Craiu  și două doine: Soră, dragă și Au, dodă.
Nicu Anghel – Ministeru s-a îmbolnăvit de cancer la plămâni și s-a stins la 4 octombrie 1994, la doar 37 de ani.  În memoria sa, a fost inaugurat în anul 2017 un bust al lăutarului în satul Maciova, acolo unde Nicu Anghel a învățat să cânte la saxofon.